# Jägglisglunte
Die Jägglisglunte ist ein Gewässer und ein Naturschutzgebiet (IUCN Nr. 148663) im Berner Oberland.

## Geografie
Das Feuchtgebiet liegt im westlichen Abschnitt der Landschaft «Aarboden» in der Gemeinde Brienz östlich vom Brienzersee. Die Ebene im Talboden, die sich von Meiringen bis nach Brienz erstreckt, entstand über eine lange Zeit durch die Ablagerung von Sedimenten der Aare beim Flussdelta. Bis im 19. Jahrhundert war die Schwemmfläche eine weite Auenlandschaft mit wilden Flussarmen der Aare und ihrer Nebenflüsse. Bei Hochwasser der Aare, die ein ausgedehntes Einzugsgebiet im Hochgebirge hat, ereigneten sich oft Überschwemmungen im Tal.
Von 1866 bis 1889 liessen die Gemeinden, zu deren Gebiet der Aarboden gehört, durch die «Schwellenkorporation Aarboden» den Flusslauf korrigieren. Die Aare von Meiringen fliesst seither in einem begradigten Kanal mit Seitendämmen zum Brienzersee. Um die feuchten und sumpfigen Flächen ausserhalb der Dämme zu entwässern, wurde ein System von Drainagekanälen angelegt, wovon der Hauptkanal Aarboden, das Entenbächli und der Gurgenkanal neben der Aare direkt in den Brienzersee münden und somit auch Zuflüsse der Aare sind.
Ein stark nach Süden ausholender Aarebogen wurde beim Bau des Flusskanals abgeschnitten. Er ist heute der einzige noch als natürliches Gewässer erhaltene Altarm der Aare im Gebiet von Brienz, weil die Gemeinden alle andern Altläufe ausebnen und urbarisieren liessen. Im restlichen Stück des ehemaligen Flussbetts, das den Namen «Jägglisglunte» trägt, blieb eine Wasserfläche erhalten, die dank einem Zufluss vom Hauptkanal Aarboden und einem Abfluss in das Entenbächli eine regelmässige kleine Strömung aufweist und mit dem See verbunden ist.
Die Autobahn A8 überquert das Seengebiet mit der «Jägglisgluntenbrücke».

## Name
Der Gewässername «Jägglisglunte» ist aus dem Mundartwort glunte (für Regenpfütze, Wasserloch) und dem Vornamen Jäggli (lokale Variante für Jakob) zusammengesetzt.
Die Bezeichnung glunte findet sich in der Umgebung des Brienzersees auch noch bei der «Blauen Glunte», einem kleinen Bergsee oberhalb von Iseltwald im Gebiet des Faulhorns, sowie in mehreren Regionen des Berner Oberlands als Flurname.

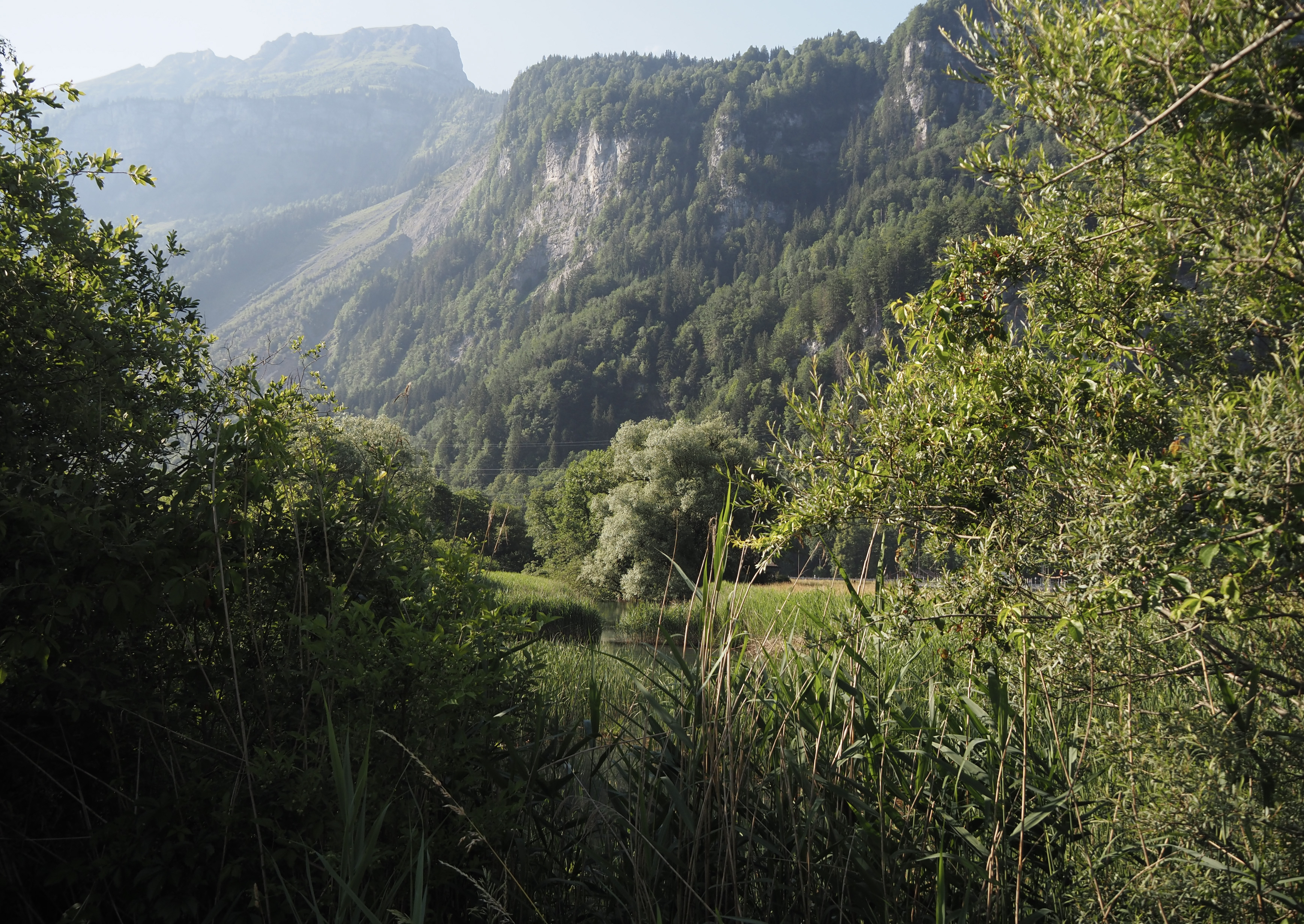
Weiher in der Jägglisglunte
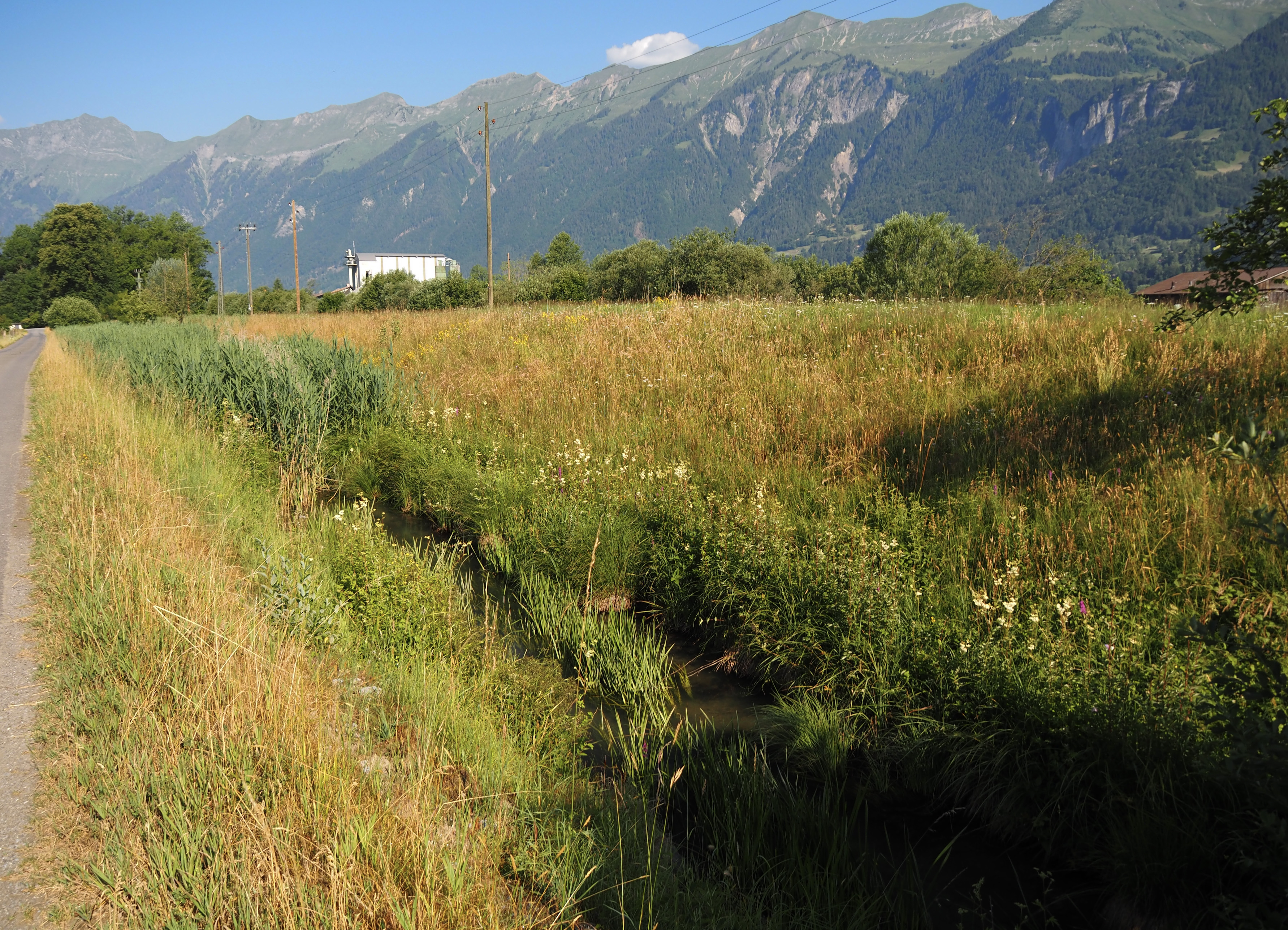
Entenbächli, Verbindung von der Jägglisglunte zum Brienzersee

## Schutzgebiet von nationaler Bedeutung
Die Jägglisglunte ist ein 1968 ausgewiesenes Naturschutzgebiet, das seit 1992 im Bundesinventar der Auengebiete von nationaler Bedeutung verzeichnet ist. Das Schutzgebiet hat eine Fläche von gut zwei Hektaren und liegt auf der Höhe von 565 m ü. M. Es liegt 500 Meter vom Brienzersee entfernt und bildet einen 400 Meter langen Streifen quer über den Aarboden vom Hauptkanal im Südosten bis zum Entenbächli im Nordwesten.
Als um 1950 Pläne bekannt wurden, auch der Altarm der Aare bei Brienz sei aufzufüllen und als Kulturland zu nutzen, setzten sich einige Personen aus der Gemeinde dafür ein, die Jägglisglunte als Biotop und letzten Rest der Auenlandschaft am Oberlauf der Aare unter Naturschutz zu stellen. Es folgten jahrelange Verhandlungen zwischen Gemeinde- und Kantonsbehörden, Privatpersonen, der Schwellenkorporation und Naturschutzorganisationen. Das Feuchtgebiet war bei Botanikern und Ornithologen seit langem als wertvoller Naturraum bekannt. Die Berner Botanikprofessoren Walther Rytz und Max Welten lieferten in den 1950er Jahren wissenschaftliche Grundlagen über die reiche Pflanzenwelt im Biotop. Rytz wies unter anderem auf die an den Seen in der Jägglisglunte vorhandenen Grossseggenbestände, Schilfflächen, Teichbinsen, Schachtelhalme, Seerosen, Laichkräuter und den Wasserschlauch hin und beschrieb den Standort als ein für das ganze östliche Berner Oberland einzigartiges Biotop.
Für die Fauna ist das Schutzgebiet eine seltene Oase im Kulturland und ein Habitat mit vielen Insekten, Amphibien und Vögeln. Von den zahlreichen beobachteten Tieren sind etwa der Fischreiher, die Rohrdommel oder der Haubentaucher und die Ringelnatter zu erwähnen. Die Weiher sind besonders auch als möglicherweise letztes Laichgebiet des Hechts am Brienzersee wichtig. Das seichte Gewässer ist wegen der sehr geringen Fliessgeschwindigkeit stark verlandet und weitgehend von Schilf überwachsen.
1968 erklärte der Regierungsrat des Kantons Bern die Jägglisglunte mit dem Umfang von 0,7 Hektaren wegen der reichen Flora und Fauna zum kantonalen Naturschutzgebiet. 1978 vergrösserte er das geschützte Gebiet auf 20,5 Hektaren und legte als Schutzziel fest, der alte Aarelauf mit seinen reichen Schilf-, Binsen- und Seerosenbeständen und der abwechslungsreichen Uferbestockung sei mit seiner Fauna auf Dauer zu erhalten.